# Laubaner SV
Laubaner SV was een Duitse voetbalclub uit Lauban, dat tegenwoordig de Poolse stad Lubań is.

## Geschiedenis
De club werd in 1920 opgericht als VfB Lauban. In 1922 promoveerde de club naar de hoogste klasse van de Opper-Lausitzse competitie. In het tweede seizoen werd de club vicekampioen achter Saganer SV. Na enkele plaatsen in de middenmoot werd de club opnieuw vicekampioen in 1926/27, deze keer achter STC Görlitz. Datzelfde jaar fuseerde de club met SC Germania 1924 Lauban tot Laubaner SV.
De fusie wierp pas vruchten af in 1929/30 toen de club kampioen werd. Hierdoor plaatste de club zich voor de Zuidoost-Duitse eindronde, waar ze echter voorlaatste werden in hun groep. De volgende jaren eindigde de club in de middenmoot.
In 1933 werd de competitie grondig geherstructureerd. De NSDAP kwam aan de macht en de Zuidoost-Duitse voetbalbond en alle competities verdwenen. De Gauliga Schlesien kwam als vervanger, omdat de club op de voorlaatste plaats geëindigd was moesten ze het volgende seizoen van start gaan in de Bezirksliga Niederschlesien, de nieuwe tweede klasse. De club werd laatste en degradeerde verder naar de Kreisklasse. De club kon pas in 1939 terugkeren naar de Bezirksliga, maar kon geen goede plaatsen meer halen. Na het seizoen 1942/43 werd de tweede klasse onbonden en promoveerden alle clubs naar de Gauliga Niederschlesien, hoewel de club alle wedstrijden verloren had dat seizoen. De club eindigde voorlaatste en het laatste seizoen werd niet meer gespeeld.
Na het einde van de Tweede Wereldoorlog werd Lauban een Poolse stad en werd de voetbalclub opgeheven.

## Erelijst
Kampioen Opper-Lausitz
1930